# Natalija Sac
Natalija Iljiniczna Sac (ros. Наталия Ильинична Сац, ur. 14 sierpnia?/27 sierpnia 1903 w Irkucku, zm. 18 grudnia 1993 w Moskwie) – radziecka reżyserka teatralna, pedagog, dramatopisarka, Bohater Pracy Socjalistycznej (1980).

## Życiorys
Była córką kompozytora Ilji Saca i śpiewaczki Anny Szczastnej. Od 1904 wraz z rodziną mieszkała w Moskwie, w 1917 skończyła technikum muzyczne im. Skriabina, grała w Studium Dramatycznym im. Gribojedowa, od 1918 kierowała sektorem dziecięcym sekcji teatralno-muzycznej Rady Moskiewskiej. W 1918 zainicjowała założenie pierwszego moskiewskiego teatru z repertuarem dla dzieci – Teatru Dziecięcego Rady Moskiewskiej, w latach 1921–1937 była dyrektorem i kierownikiem artystycznym Moskiewskiego Teatru dla Dzieci/Centralnego Teatru Dziecięcego. 21 sierpnia 1937 została aresztowana podczas wielkiej czystki i skazana na 5 lat łagru, wyrok odbywała w Rybińsku, w sierpniu 1942 wypuszczona, wróciła do Moskwy. W 1943 wyjechała do Ałma-Aty, gdzie założyła studio teatralne, na bazie którego w 1944 powstał pierwszy kazachski teatr dla dzieci i młodzieży, w którym została głównym reżyserem. Pod koniec lat 50. została zrehabilitowana, w 1958 wróciła do Moskwy, gdzie została głównym reżyserem Wszechrosyjskiego Teatru Gościnnego, później kierowała działem dziecięcym moskiewskiej estrady, w 1961 ukończyła studia na Wydziale Teatrologicznym Państwowego Instytutu Sztuki Teatralnej im. Łunaczarskiego. W 1962 została członkinią Związku Pisarzy ZSRR, w 1964 założyła Moskiewski Państwowy Dziecięcy Teatr Muzyczny i została jego kierownikiem artystycznym, którym pozostała do 1993. Reżyserowała również opery dla dorosłych, pisała libretta, sztuki dla dzieci i artykuły o pracy w teatrze. Była żoną Izraila Wejcera. Została pochowana na Cmentarzu Nowodziewiczym.

## Odznaczenia i nagrody
- Medal Sierp i Młot Bohatera Pracy Socjalistycznej (26 sierpnia 1983)
- Order Lenina (26 sierpnia 1983)
- Order Rewolucji Październikowej (21 lutego 1989)
- Order Czerwonego Sztandaru Pracy (18 września 1973)
- Order Przyjaźni Narodów (6 września 1978)
- Ludowy Artysta ZSRR (1975)
- Nagroda Leninowska (1982)
- Nagroda Państwowa ZSRR (1972)
- Nagroda Rady Ministrów ZSRR (1979)
- Nagroda Leninowskiego Komsomołu (1985)